# Leonídas Kýrkos (pilote)
Ne doit pas être confondu avec Leonídas Kýrkos, homme politique.
Leonídas Kýrkos (en grec moderne : Λεωνίδας Κύρκος), né le 15 février 1957, est un pilote de rallyes grec, spécialiste du rallye de l'Acropole.

## Biographie
Sa carrière s'étale régulièrement sur un quart de siècle, de 1984 à 2009.
En Championnat du monde des rallyes (WRC (9) et 2L.WC), il participe dix fois à son rallye national entre 1984 et 2005, terminant au mieux 6e en 1999 sur Ford Escort WRC.

## Palmarès(au 31/12/2013)

### Titres
(1993 à 2004: Ford Escort RS Cosworth puis WRC; 2004 à 2013: Mitsubishi Lancer Evo VIII puis IX)
- Octuple Champion de Grèce des rallyes (record, tout comme Iórgos Moschous), en 1994, 1996, 1998, 2006, 2007, 2011 et 2013, ainsi qu'en 2012 pour le Groupe A;
- Octuple vainqueur de la Coupe de Grèce des rallyes (asphalte): 1993, 1996, 1997, 1998, 2000, 2002, 2003 et 2007;
- Championnat de Grèce "Mini Rally": 2002;
  - Vice-champion de Grèce des rallyes, en 1995 et 1999;
  - 2e de la coupe de Grèce des rallyes (asphalte), en 2004 et 2006;
  - 2e de la coupe de Grèce des rallyes (terre), en 2005 et 2007;
  - 3e de la coupe de Grèce des rallyes (terre), en 2006;

### 6 victoires en ERC
- Rallye de l'Olympe: 1994, 1995 et 1996 (2e en 1997 et 1998);
- Rallye Hermes - Dodonis: 1994 (2e en 1995);
- Rallye Halkidiki: 1995 et 1996 (2e en 1994, 1999 et 2002).